# Mogeely
Mogeely är en ort i republiken Irland.   Den ligger i grevskapet County Cork och provinsen Munster, i den södra delen av landet, 200 km sydväst om huvudstaden Dublin. Mogeely ligger 18 meter över havet och antalet invånare är 327.
Terrängen runt Mogeely är lite kuperad. Runt Mogeely är det ganska tätbefolkat, med 54 invånare per kvadratkilometer. Närmaste större samhälle är Cobh, 18,3 km väster om Mogeely. Trakten runt Mogeely består till största delen av jordbruksmark.